# Staverți, Plevna
Staverți (în bulgară Ставерци) este un sat în comuna Dolna Mitropolia, regiunea Plevna,  Bulgaria. 

## Demografie
Componența etnică a satului Staverți
     Bulgari (58,22%)
     Romi (7,05%)
     Turci (1,25%)
     Nicio identificare (33,46%)
La recensământul din 2011, populația satului Staverți era de 1.757 locuitori. Din punct de vedere etnic, majoritatea locuitorilor (58,22%) erau bulgari, existând și minorități de romi (7,05%) și turci (1,25%). Pentru 33,46% din locuitori nu este cunoscută apartenența etnică.